# Grabarze
Grabarze – wieś w Polsce położona w województwie śląskim, w powiecie kłobuckim, w gminie Lipie.
| SIMC    | Nazwa              | Rodzaj      |
| ------- | ------------------ | ----------- |
| 0137868 | Cegielnia-Grabarze | osada leśna |
| 0137874 | Stawy              | osada       |

W latach 1975–1998 miejscowość administracyjnie należała do województwa częstochowskiego.
Na terenie wsi, przy drodze do Parzymiech, znajduje się pomnik ofiar niemieckiego obozu pracy przymusowej.
23 VII 1946 r. w Grabarzach miała miejsce potyczka oddziału Konspiracyjnego Wojska Polskiego SOS „Jastrzębie” (45 ludzi) z grupą operacyjną KBW-UB-MO (50 ludzi). W walce z oddziałem komunistów zginął – kpr. Adam Wiktor ps. „Wicher”.